# Malo Očijevo
Malo Očijevo (szerbül: Мало Очијево) szerb falu Bosznia-Hercegovinában, Bihács községben, a Bosznia-hercegovinai Föderáció Una-Szanai kantonjában. 

## Fekvése
Bihács központjától légvonalban 42, közúton 57 km-re délkeletre, Drvartól légvonalban 22, közúton 25 km-re északnyugatra fekszik. Bár közigazgatásilag Bihács községben található, Malo Očijevo természetileg és földrajzilag is jobban kapcsolódik Drvarhoz. A falunak természetes határai vannak. A déli oldalon a mélyen fekvő Unac völgye, a nyugati oldalon pedig valamivel az Una völgye határolta fennsíkon található. Északon az Osječenica részét képező Grabovača lejtői, keletre pedig szintén az Osječenica alsó lejtői határolják. A faluban nincs vezetékes víz, így hiába vannak folyók közvetlenül a falu mellett, a helyiek vízhiánnyal küszködnek. A falu szeres típusú, amelyben négy házcsoport különíthető el: Drago Dukića, Pod Ivovec, Osoje és Rosulje.

## Népessége
Lakossága 2013-ban 21 fő volt, teljes egészében szerb etnikumú.
| Nemzetiségi csoport | Népesség 1991 | Népesség 2013 |
| ------------------- | ------------- | ------------- |
| Szerb               | 103           | 21            |
| Bosnyák             | 0             | 0             |
| Horvát              | 0             | 0             |
| Jugoszláv           | 1             | 0             |
| Egyéb               | 0             | 0             |
| Összesen            | 104           | 21            |

## Története
A knini káptalan 14. és 15. századi dokumentumai mindkét Očijevót, mint egy területet említik, a káptalannak ugyanis többször is be kellett avatkoznia a Mišljenović család és a Kolunić nemzetség más családjai közötti, očijevói tulajdonjoga körüli konfliktusokba. A középkorban Očijevo területe az egykori Pset horvát megye része volt, amelyet a Kolunić nemzetség birtokolt. Ez derül ki a knini káptalan 1420. október 28-i iratából. Amikor megválasztása után Mátyás király 1459. január 3-án Szegeden tartózkodott, oklevélben új adományként erősítette meg (nove nostre donationis titulo) Andrijának, a Kolunić nembeli Stjepan Mišljenović fiának és testvéreinek, Miketának, Blažnak és Tomának nemcsak Očijevót, hanem Kolunić és Hranolupa birtokain lévő ingatlanjaikat is, amelyek mind a Horvát Királyságban, Pset megyében terültek el.
Lakossága mindig a fakitermelésből, mezőgazdaságból és az állattenyésztésből élt.

## Nevezetességei
A község területén egy várrom és egy templomrom található. A vár szárazon rakott kőfalakkal épült, körülötte sok sánc látható. A templom az Unac feletti Brinán található, felismerhető alapokkal.

## Fordítás
- Ez a szócikk részben vagy egészben  a   Malo Očijevo című bosnyák Wikipédia-szócikk ezen változatának fordításán alapul.  Az eredeti cikk szerkesztőit annak laptörténete sorolja fel. Ez a jelzés csupán a megfogalmazás eredetét és a szerzői jogokat jelzi, nem szolgál a cikkben szereplő információk forrásmegjelöléseként.